# George (priimek)
George je priimek več znanih oseb:

## A
- Anju Bobby George (*1977), indijska atletinja, skakalka v daljavo

## B
- Boy George (*1961), angleški pevec

## C
- Chief Dan George (1899—1981), ameriški igralec
- Christopher George (1931—1983), ameriški igralec

## D
- David Lloyd George (1863—1945), velški politik, premier

## E
- Elmer George (1928—1976), ameriški dirkač Formule 1

## F
- Finidi George (*1971), nigerijski nogometaš
- Francis Eugene George (*1937), ameriški škof in kardinal

## G
- Gladys George (1904—1954), ameriška igralka

## H
- Heinrch George (1893—1946), nemški igralec
- Henry George (1839—1897), ameriški ekonomist

## L
- Lynda Day George (*1944), ameriška igralka

## M
- Muriel George (1883—1965), angleška igralka

## P
- Peter George (*1929), ameriški dvigalec uteži

## S
- Susan George (*1950), angleška igralka
- Stefan George (1868—1933), nemški pesnik in prevajalec

## W
- Walter Lionel George (1882—1926), angleški književnik